# S·菲舍爾出版社
S·菲舍爾出版社（德語：S. Fischer Verlag）是一家著名的德國出版社，自1962年以來一直作為霍爾茨布林克出版集團的一個部門運營。該出版社於1881年由薩繆爾·費舍爾在柏林創立，但目前總部位於美因河畔法蘭克福，S·菲舍爾出版社被認為是德語世界最負盛名的出版社之一。